# Cristina Cabedo
Cristina Cabedo Laborda (Castellón de la Plana, 27 de abril de 1986) es una abogada y política española, diputada en las Cortes Valencianas en la IX y X legislatura. 
Fue secretaria primera de la Mesa de las Cortes Valencianas entre 2019 y 2023 .

## Biografía
Es licenciada en derecho y máster en igualdad de género. Actualmente, y desde 2015 es diputada en Les Cortes Valencianas. 
Se licenció en Derecho por la Universidad Jaime I en 2009, habiendo cursado varios cursos en otras universidades, como la Universidad de Milán y la Universidad de Alcalá. Seguidamente trabajó, a través del programa Leonardo da Vinci, como pasante de abogacía en la sede europea del despacho Schjodt en Bruselas. Tras finalizar su pasantía, inició los estudios de máster en políticas públicas y privadas de igualdad de género, mientras trabajó en la implementación del I Plan de Igualdad de la Universidad Jaime I, en el Instituto de Políticas Sociosanitarias de la Universidad de Valencia y como profesora de derecho en centros de estudios privados.
Miembro de diversos colectivos feministas, en julio de 2014 se unió a las asambleas populares y círculos de Podemos en Castellón, implicándose en la creación de esta formación política e inicialmente siendo elegida del Consejo Municipal de Podemos en Castellón y portavoz del Círculo Feminista y LGTB de Podemos en la Comunidad Valenciana. Paralelamente se implicó en la creación de la candidatura municipalista Castelló en moviment (Castellón en Movimiento) para las elecciones municipales españolas de 2015, siendo portavoz en un primer momento, puesto que dejó al pasar a formar parte de la lista autonómica de Podem para las elecciones autonómicas del mismo año 2015. Fue elegida diputada en las elecciones a las Cortes Valencianas de 2015. 
Durante la IX Legislatura destacó en los trabajos relativos a feminismo y derechos LGTBI, siendo portavoz de su formación política en la Comisión de Políticas de Igualdad de Género y del Colectivo LGTBI, al igual que en la Comisión especial de estudio con respecto a la realización de un trabajo integral para la erradicación de las violencias de género en la Comunidad Valenciana (comisión creada a petición de su propio grupo parlamentario). También fue Portavoz parlamentaria de la Comisión especial de estudio con respecto a la posibilidad de una amplia reforma del Estatuto de autonomía de la Comunidad Valenciana, como también de la Comisión de Reglamento. Formó parte de la Comisión de investigación sobre el accidente de la línea 1 de Metrovalencia ocurrido el 3 de julio de 2006 y Vicepresidenta de la Comisión de Justicia, Gobernación y Administración Local.
En las elecciones a las Cortes Valencianas de 2019, fue de nuevo elegida como diputada dentro de la coalición Unidas Podemos.
Actualmente, durante la vigente X Legislatura de las Cortes Valencianas, ha sido nombrada secretaria primera de la Mesa de las Cortes Valencianas y presidenta de la Comisión de Políticas de Igualdad de Género y del colectivo LGTBI. Igualmente, continua ejerciendo las funciones de portavocía de su grupo relativas a feminismos y derechos LGTBI.